# Rak Pageta
Rak Pageta, choroba Pageta brodawki sutkowej (łac. carcinoma Pageti, morbus Pageti papillae mammae) – rzadki typ przewodowego raka sutka, w którym komórki rakowe (tzw. komórki Pageta) naciekają naskórek brodawki sutka, a niekiedy również otoczkę brodawki. Najczęściej występuje jednostronnie. Zmianom brodawki towarzyszy w 95% śródprzewodowy lub śródprzewodowy i inwazyjny rak przewodowy sutka. Istnieje również znacznie rzadsza pozasutkowa postać choroby Pageta.
Rak Pageta stanowi 1–4% wszystkich raków sutka i został opisany po raz pierwszy w 1874 przez Jamesa Pageta.

## Objawy

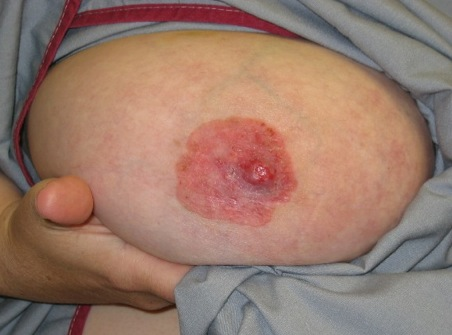
Duże ognisko rumieniowo-złuszczające w otoczeniu brodawki sutkowej - choroba Pageta.

- zmiany zapalne naskórka brodawki sutkowej i jej otoczki o charakterze rumieniowo-złuszczającym, dobrze odgraniczone, o powolnym, obwodowym wzroście
- wyciek z brodawki sutkowej
- świąd brodawki
- ból brodawki sutkowej, zwłaszcza o typie palenia
- niegojące się pęknięcia brodawki sutkowej
- owrzodzenie okolicy brodawki sutkowej

## Diagnostyka
- badanie cytologiczne zeskrobin ze zmienionej brodawki
- badanie USG
- mammografia
- biopsja cienkoigłowa

## Leczenie
- leczenie chirurgiczne, a następnie:
  - chemioterapia
  - radioterapia
  - hormonoterapia nowotworów

O wyborze sposobu leczenia decyduje stan zaawansowania klinicznego raka.

## Rokowanie
Rokowanie zależy od tego, czy zmianom naskórka w brodawce towarzyszy tylko rak śródprzewodowy (nieinwazyjny) czy rak inwazyjny. W pierwszym przypadku rokowanie jest bardzo dobre (100% wyleczeń w 10 lat po amputacji sutka). W drugim przypadku zależy od cech raka inwazyjnego.